# (3562) Ignatius
(3562) Ignatius (1984 AZ) – planetoida z pasa głównego asteroid okrążająca Słońce w ciągu 3,58 lat w średniej odległości 2,34 j.a. Odkryta 8 stycznia 1984 roku.